# Cinaglio
Cinaglio ist eine Gemeinde in der italienischen Provinz Asti (AT), Region Piemont.

## Lage und Einwohner
Cinaglio liegt rund 14 km nordwestlich von der Provinzhauptstadt Asti entfernt. Das Gemeindegebiet umfasst eine Fläche von fünf km² und hat 405 Einwohner (Stand 31. Dezember 2023). Die Gemeinde ist ein Teil der Comunità Collinare Val Rilate. Die Nachbargemeinden sind Asti, Camerano Casasco, Chiusano d’Asti, Cortandone, Monale und Settime.

## Geschichte
Die Gemeinde liegt heute auf einem Hügel, aber in der Antike muss sie weiter unten im Tal gelegen haben. Die ersten Nachrichten über Cinaglio, dessen Name vom lateinischen Wort cenaculum abgeleitet zu sein scheint, was „Hotel“, „Gasthaus“ bedeutet, also ein Rastplatz an der Straße, die Hasta mit Industria verbindet, stammen aus der Römerzeit.
Im Jahr 962 wurde es von Kaiser Otto I. dem Bischof von Asti zugeteilt.
Im Jahr 1198 wurde Cinaglio laut Codex Astensis in die Gebiete aufgenommen, die Asti und seiner Gerichtsbarkeit unterstanden. Im Jahr 1383 wurde es eine freie Gemeinde, die wenig später, in das Mitgiftvermögen von Valentina Visconti einbezogen, unter die Herrschaft der Orléans überging.
Die von der Gemeinschaft mit den Viscontis im Jahr 1383 geschlossenen Pakte bildeten etwa zwei Jahrhunderte lang die Grundlage für die Ereignisse in diesem Gebiet.
Mit dem Übergang von Asti an das Herzogtum Savoyen (1531) verlor Cinaglio auch die Privilegien, die es unter den Viscontis genossen hatte. Erst 1560 erlangte es die Anerkennung seiner Franchiserechte zurück, die 1587 von Carlo Emanuele I. erneut bestätigt wurde.
Als „freies Land“ wurde Cinaglio bis zum Beginn des 17. Jahrhunderts keinem Feudalherrn unterworfen. Tatsächlich wurde 1619 die Grafschaft Chiusano-Cinaglio gegründet und den Caissotti zugeteilt. Unter napoleonischer Herrschaft war es Teil des Departements Tanaro.
Erst nach der Wiederherstellung und Rückkehr von Vittorio Emanuele I. wurde die Provinz Asti wiederhergestellt und dann mit der Vereinigung Italiens aufgelöst. Von da an bis 1935 war Cinaglio Teil der Provinz Alessandria.

## Kulinarische Spezialitäten
In Cinaglio werden auch Reben der Sorte Barbera für den Barbera d’Asti, einen Rotwein mit DOCG Status angebaut.